# ای‌پی‌آی ساده برای اکس‌ام‌ال
اِی‌پی‌آی ساده برای اکس‌ام‌ال یا اس‌اِی‌اکس (Simple API for XML - SAX) جایگزینی‌ست برای مدل شی‌گرای سند هنگامی که با سندهای نسبتاً بزرگ اکس‌ام‌ال سروکار داشته باشیم.
برای کاربردهای پیشرفتهٔ تحت وب، معماری‌های دام و اس‌اِی‌اکس، هر دو، از اهمیت حیاتی بر خوردار می‌باشند، به طوری که بدون استفاده از آن‌ها بسیاری از پرسش‌ها و جستجوهای اینترنتی، به ویژه، در محیط‌های پیچیده، پرسرعت، و پرترافیک وب بی‌جواب باقی خواهند ماند. 

## پانوشته‌ها
1. ↑  
 Document Object Model - DOM